# Maechidius caesius
Maechidius caesius är en skalbaggsart som beskrevs av Britton 1957. Maechidius caesius ingår i släktet Maechidius och familjen Melolonthidae. Inga underarter finns listade i Catalogue of Life.